# 富沢村
富沢村（とみざわそん）は、明治22年（1889年） - 昭和11年（1936年）、鳥取県八頭郡にあった村。学校区であった富沢区とは異なる。

## 歴史

### 沿革
- 1889年（明治22年）10月1日 - 岩神村、坂原村、中田村、惣地村、新見村、口波多村、口宇波村、宇波村、波多村が合併して富沢村が発足。
- 1896年（明治29年）4月1日 - 郡制の施行により、「八上八東智頭郡役所」の管轄地域をもって八頭郡が発足。同日智頭郡廃止。
- 1936年（昭和11年）2月26日 - 智頭町に編入。

## 地域

### 教育
- 富沢尋常高等小学校

### 神社仏閣
- 宇谷山 豊乗寺